# 中野敏男
中野 敏男（なかの としお、1950年9月 - ）は、日本の社会学者。専門は、歴史社会学、倫理学、社会思想史。
東京外国語大学名誉教授。博士（文学）。

## 学歴
- 1982年 東京大学教養学部教養学科卒業
- 1984年 東京大学大学院人文科学研究科倫理学専攻修士課程修了
- 1987年 同博士課程単位取得退学
- 1997年2月 「近代法システムと批判 -ウェーバーからルーマンを超えて」で東京大学より博士（文学）の学位を取得

## 職歴
- 1987年4月 東京大学文学部 助手
- 1988年4月 茨城大学教養部 講師
- 1989年4月 茨城大学教養部 助教授
- 1996年4月 東京外国語大学外国語学部 教授
- 2009年4月 東京外国語大学総合国際学研究院 教授（大学院重点化に伴う配置換え）
- 2016年3月 東京外国語大学定年退職、名誉教授

## 著書

### 単著
- 『マックス・ウェーバーと現代――<比較文化史的視座>と<物象化としての合理化>』（三一書房 1983年）
- 『近代法システムと批判――ウェーバーからルーマンを超えて』（弘文堂 1993年）
- 『大塚久雄と丸山眞男――動員、主体、戦争責任』（青土社 2001年）
- 『詩歌と戦争―白秋と民衆、総力戦への「道」』（NHKブックス 2012年）
- 『ヴェーバー入門――理解社会学の射程』（ちくま新書 2020年）

### 共編著
- （岩崎稔・大川正彦・李孝徳）『継続する植民地主義――ジェンダー/民族/人種/階級』（青弓社 2005年）
- （波平恒男・屋嘉比収・李孝徳）『沖縄の占領と日本の復興――植民地主義はいかに継続したか』（青弓社 2006年）
- （金富子）『歴史と責任――「慰安婦」問題と1990年代』（青弓社 2008年）

### 訳書
- マックス・ウェーバー『理解社会学のカテゴリー』（未來社 1990年）
- ユルゲン・ハーバマス『道徳意識とコミュニケーション行為』（岩波書店 1991年、岩波モダンクラシックス 2000年）

| スタブアイコン | サブスタブ | この項目は、まだ閲覧者の調べものの参照としては役立たない、人物に関連した書きかけの項目です。この項目を加筆・訂正などしてくださる協力者を求めています（P:人物伝/PJ:人物伝）。 |